# Robertsonia aculeifera
Robertsonia aculeifera is een eenoogkreeftjessoort uit de familie van de Miraciidae. De wetenschappelijke naam van de soort is voor het eerst geldig gepubliceerd in 1913 door Klie.